# Radioåret 1956

## Händelser

### April
- 1 april - I Sverige börjar Hans Alfredson på Radiotjänsts underhållningsavdelning. Där jobbar sedan två år tillbaka Tage Danielsson.

## Juni
- 30 juni - The Guiding Light avslutas officiellt efter 19 år i CBS, de fyra senaste i både radio och TV. TV-sändningarna pågår sedan till september 2009.[1]

## Radioprogram
- Karusellen med Lennart Hyland är ett populärt radioprogram som sänds lördagar klockan 20:00.
- Dagens eko byggs ut och får en aktivare nyhetsbevakning.
- Sveriges bilradio startar.
- 31 december - Ulf Palme läser Det eviga i samband med 12-slaget på nyårsafton.

## Födda
- 16 juni - Staffan Dopping, svensk programledare.

### Fotnoter
1. ↑  Guiding Light  trivia imdb.com. Retrieved 9 April 2009.